# Orlek (glasbena skupina)
Orlek je slovenska glasbena skupina, ustanovljena leta 1989 v Zagorju ob Savi. Ime so si nadeli po hribu na samem obrobju Zagorja. Njihova glasba je izvirna mešanica rock'n'rolla oziroma nekakšen folk-punk-polka-rock (sami pravijo svojemu slogu »knap'n'roll«). Inštrumentalna zasedba poleg tradicionalne rockovske postave inštrumentov vključuje še pihalno sekcijo in harmoniko. Leta 2012 je umrl eden od ustanoviteljev in dolgoletni trobentač skupine Orlek, Janez Tori. Nadomestil ga je Jan Adamek.  
Njihova besedila so socialno-humorno obarvana, s številnimi rudarskimi izrazi, ki označujejo trpko rudarsko življenje. Nekatere pesmi so ljudske in so jih obarvali z rockom kot na primer Vinska trta. Nastopajo tako v Sloveniji kot v tujini, kjer vedno pojejo le v slovenščini. 
Ob 20 letnici skupine leta 2010 je izšla knjiga 20 let Knap'n'rolla.

## Pomembnejši nastopi
- WOM festivali
- Druga Godba (Slovenija)
- Tanz & Folk Fest v Rudolstadtu (Nemčija)
- Folkherbst (Plauen, Nemčija)
- Folk Fiesta (Poljska)
- Musikfest (ZDA)
- Fringe festivali (Avstralija, Nova Zelandija)
- Chaoyang Spring Carnival (Kitajska)
- Razni drugi festivali po Madžarski, Avstriji, Bosni in Hercegovini, Makedoniji,...

## Albumi
- Funšterc in jetrnice (1992)
- Ajmoht (1994)
- Adijo knapi (1995)
- Bunkovc Party-ja (1996)
- Salamurca (1998)
- 1. ruker (1999)
- TETovirani3 (2001)
- Orlek Express (2004)
- 2. ruker (1998–2006)
- Anduht (2009)
- Repete (2012)
- Unterzug Live (2014)
- Frpruh (2017)
- Živel rokenrol (2019)